# Charmanli

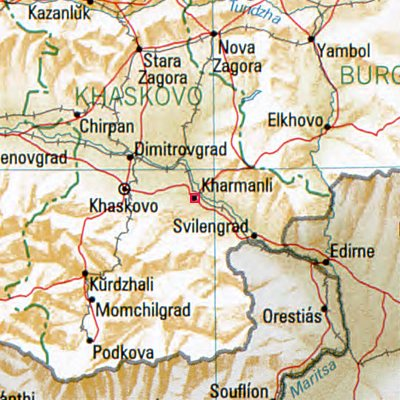
Charmanli (rotes Viereck) - Bulgarien - Nachbarorte: Swilengrad, Chaskowo, Dimitrowgrad, Tschirpan, Stara Sagora, Nowa Sagora, Elchowo, Jambol, Edirne, Kardschali, Momtschilgrad, Podkowa

Charmanli [ˈxarmɐnli] (bulgarisch Харманли) ist eine Stadt in Südbulgarien, in der Oblast Chaskowo, 33 km östlich der Stadt Chaskowo. Charmanli ist nach Chaskowo und Dimitrowgrad die drittgrößte Stadt in der Oblast Chaskowo. Charmanli ist das administrative Zentrum der gleichnamigen Gemeinde Charmanli.

## Geografie
Die Stadt liegt am Zusammenfluss der Flüsse Charmanli-Fluss und Mariza. Die Straße Istanbul – Sofia, die eine wichtige transkontinentale Transitroute darstellt, verläuft durch die Stadt. An der Stadtgrenze befindet sich das größte Lager für Flüchtlinge in Bulgarien.

## Religion
In der Stadt gibt es eine kleine muslimische Minderheit. Die Roma in der Stadt sind ungefähr zu gleichen Teilen christlich bzw. muslimisch. In der Stadt gibt es zwei große Kirchen – Sweti Atanasij (bulg. Свети Атанасий, erbaut 1835) und Sweti Iwan Rilski (bulg. Свети Иван Рилски; zur Person siehe: Iwan Rilski).

## Wirtschaft
Die wichtigsten Wirtschaftszweige der Region sind die Landwirtschaft, Möbelproduktion, Fleischverarbeitung und Speiseölherstellung.
In der Stadt gibt es zwei Weinkellereien, die Wein von hoher Qualität herstellen.

## Sehenswürdigkeiten
In der Stadt gibt es eine Karawanserei, die ein Rastplatz für die Reisenden nach Istanbul war. Heute ist nur noch eine Wand davon erhalten, die eine Inschrift trägt, die von der 500-jährigen Geschichte der Stadt zeugt.

### Aussichtspunkt
Auf der Straße von Chaskowo nach Charmanli, kurz vor Chaskowo, macht die Straße eine Kehre oberhalb der westlichen Hälfte der Stadt. Die Straße verläuft dort einen kleinen Abhang hinunter – zwischen den Hügeln im Süden und Südwesten versteckt sich die Stadt im Tal und nach Norden und Osten ist der Blick entlang des Tales der Mariza frei. Kurz nach der Einfahrt in die Stadt überquert man den Charmanli-Fluss, der an seinem Oberlauf eine landschaftlich schöne Schlucht durchquert.

### Garbawibrücke
Die ehemalige Garbawibrücke (bulg. Гърбав мост), heute hinter dem Gebäude des Bezirksgerichtes und des Museums gelegen, hat früher die beiden Seiten des Charmanli-Flusses verbunden. Diese gepflasterte Steinbrücke, mit türkischer Inschrift, war ein Meisterwerk der osmanischen Baukunst. Wegen einer Umleitung des Flussbettes fließt heute kein Wasser mehr unter der Brücke durch. Ursprünglich war bei dieser Flussumleitung die Anlage eines Sees mit Ruderbooten geplant, über den die Brücke führen sollte.

### Berggipfel Trifon
Der Gipfel Trifon (nach dem Heiligen Tryphon), bei dem Dorf Ostar Kamak (bulg. Остър камък, zu deutsch: Spitzer Stein) ist ein schöner Aussichtspunkt. Daneben stand ein Dolmen, der 2007 von Unbekannten mit brauner Farbe bemalt wurde. Jährlich am 1. Februar, dem Trifon-Tag (der Schutzheilige der Winzer) wird ein großes Fest auf dem Berg veranstaltet.

### Belonoga-Quelle
Wenn man Charmanli in östliche Richtung verlässt, gelangt man an die Quelle der Belonoga. Die Quelle wurde als Trinkbrunnen ausgebaut, mit einer Steintafel mit dem gleichnamigen Gedicht (Die Quelle der Belonoga – bulg. "Изворът на Белоногата", 1873, ein sehr bekanntes Gedicht in Bulgarien) von Petko Slawejkow (bulg. Петко Славейков, 1827–1895) und einer Statue.

## Sonstiges
- Tschitalischte Druschba (bulg. Дружба) mit angeschlossenem Theater,
- Historisches Museum - in der Nähe des historischen Denkmals Garbawibrücke

## Persönlichkeiten
- Boschidar Sarabojukow (* 2004), Leichtathlet
- Iren Sarabojukowa (* 2006), Hochspringerin